# Guerra Civil Paraguaia (1911–1912)
A Guerra Civil Paraguaia foi uma guerra civil travada no Paraguai de 15 de julho de 1911 a 11 de maio de 1912. Teve inicio quando membros do Partido Liberal, liderados por Eduardo Schaerer e pelo ex-presidente Manuel Gondra, se revoltaram contra o regime de Liberato Marcial Rojas e contra o major Albino Jara. Terminou quando Albino Jara foi emboscado e morto perto de Paraguarí, permitindo que Eduardo Schaerer assumisse o cargo de 25.º Presidente do Paraguai.
Meredith Reid Sarkees e Frank Whelon Wayman sustentam que a Guerra Civil de 1911 foi sintomática de um período de décadas de instabilidade no Paraguai após a Guerra do Paraguai.
A historiadora paraguaia Ana Barreto em seu livro “La guerra civil del Centenario 1911-1912” denomina o conflito como "Guerra Civil do Centenário", haja vista os eventos de 1911-1912 impediram a comemoração dos 100 anos da revolução de maio de 1811 que resultou na independência do Paraguai.